# Корралес, Лукас Мигель
Лукас Мигель Корралес Ичагуэ (исп. Luis Miguel Corales Echague; род. 20 октября 2006) — парагвайский футболист, полузащитник клуба «2 мая».

## Клубная карьера
Кабальеро — воспитанник клуба «2 мая». В начале 2024 года Эрнесто был включён в заявку основной команды. 9 марта в матче против «Хенераль Кабальеро» он дебютировал в парагвайской Примере.